# J.T.リアルミュート
- J.T.レアルムート
- J.T.リールムート

ジェイコブ・テイラー・リアルミュート（Jacob Tyler Realmuto, 英語発音: [ˈd͡ʒeɪkəb ˈtaɪlɚ rəlˈmutoʊ]；1991年3月18日 - ）は、アメリカ合衆国オクラホマ州オクラホマ郡デルシティ出身のプロ野球選手（捕手）。右投右打。MLBのフィラデルフィア・フィリーズ所属。愛称はJT。

## 経歴

### プロ入りとマーリンズ時代

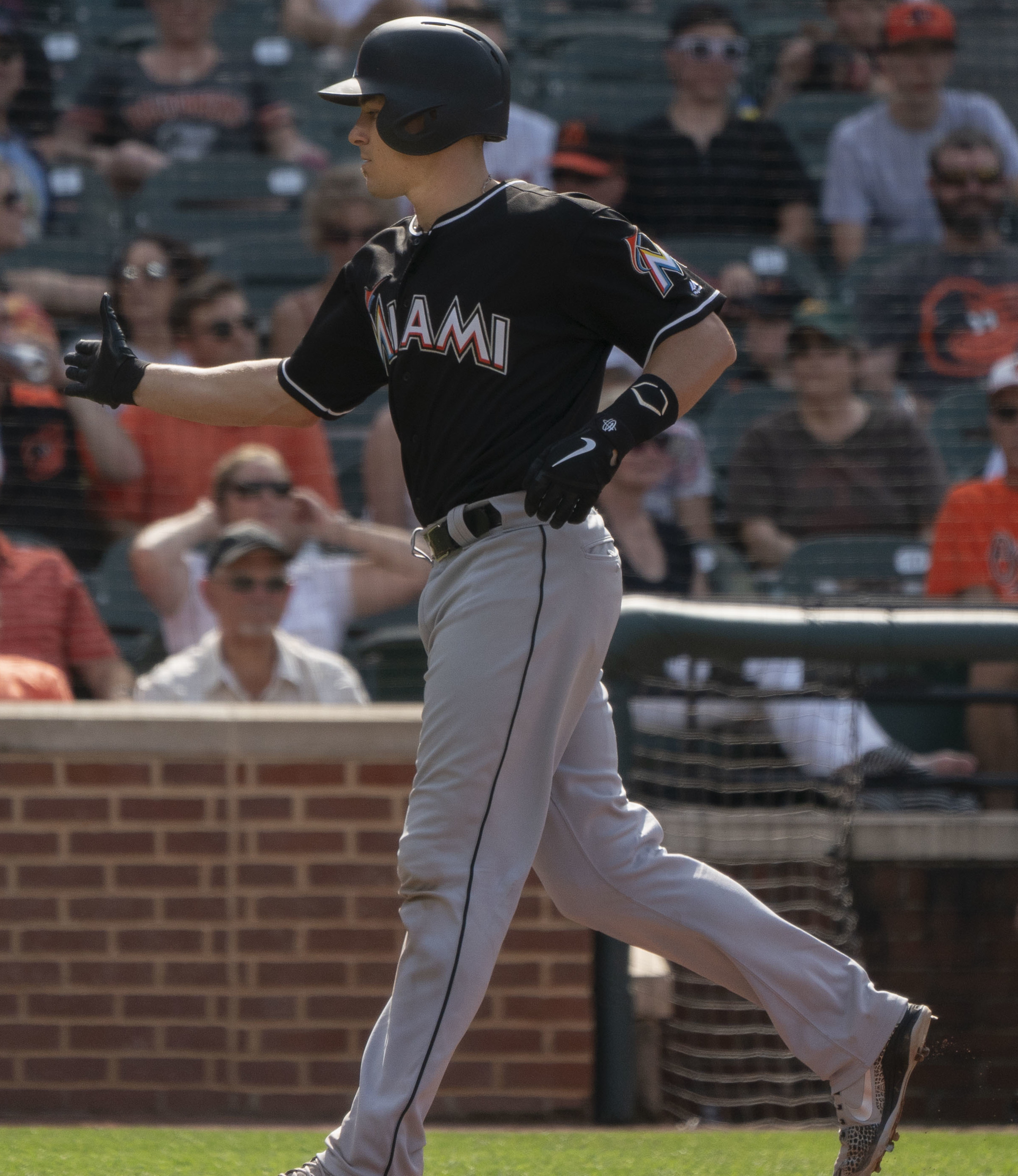
マイアミ・マーリンズ時代
（2018年6月16日）

2010年のMLBドラフト3巡目（全体104位）でフロリダ・マーリンズから指名された。8月10日に契約を結びプロ入り。。このシーズンは傘下のルーキー級ガルフ・コーストリーグ・マーリンズで12試合に出場した。
2011年はA級グリーンズボロ・グラスホッパーズでプレーし、96試合に出場して打率.287、12本塁打、49打点、13盗塁を記録した。
2012年はA+級ジュピター・ハンマーヘッズでプレーし、123試合に出場して打率.256、8本塁打、46打点、13盗塁を記録した。
2013年はAA級ジャクソンビル・サンズでプレーし、106試合に出場して打率.239、5本塁打、39打点、9盗塁を記録した。11月20日にマーリンズとメジャー契約を結び、40人枠入りした。
2014年3月12日にAA級ジャクソンビルへ配属された。6月1日にメジャーへ初昇格し、5日のタンパベイ・レイズ戦でメジャーデビュー。「8番・捕手」でスタメンに名を連ね、4打数2安打3打点を記録した。その後も7試合に出場したが、6月19日にAA級ジャクソンビルへ降格した。このシーズンは11試合の出場にとどまるも、打率.241、9打点、出塁率.267を記録した。
2015年は正捕手としてメジャーに定着すると、前年を大きく上回る126試合に出場し、打率.259、10本塁打、47打点、出塁率.290を記録した。
2016年も正捕手として137試合に出場し、打率.303、11本塁打、48打点、12盗塁、出塁率.343を記録した。
2017年は開幕から好調を維持し、打率.500、2本塁打、6打点で自身初のプレイヤー・オブ・ザ・ウィークに選出された。前年を上回る141試合に出場し、打率.278、17本塁打、65打点、出塁率.332を記録した。
2018年は前半戦に打率.310、12本塁打、45打点を記録し、自身初となるオールスターゲームに選出された。125試合に出場し、打率.277、21本塁打、74打点、出塁率.340を記録し、自身初となるシルバースラッガー賞を受賞した。オフに日本で開催された2018日米野球にMLB選抜チームの一員として参加。2本塁打を記録し、一塁手としても試合に出場した。なお、この日米野球がマーリンズの選手としては最後の試合出場となった。

### フィリーズ時代
2019年2月8日にホルヘ・アルファーロ、シクスト・サンチェス、ウィル・スチュワート及びインターナショナル・ボーナス・プール（海外選手契約金枠）とのトレードで、フィラデルフィア・フィリーズへ移籍した。背番号は「10」。7月には2年連続となるオールスターゲームに選出された。このシーズンは自己最多となる145試合に出場し、打率.275、共に自己最多となる25本塁打、83打点を記録し、出塁率.328を残した。オフには2年連続となるシルバースラッガー賞と自身初のゴールドグラブ賞を受賞した。また、同年から新設されたオールMLBチームのファーストチーム捕手に選出された。
2020年シーズンの給与として球団は単年1000万ドルを提示したが、リアルミュートは単年1240万ドルを求めた。2月19日に調停回避のために公聴会を開き、結果は球団側に軍配が上がり、提示額の単年1000万ドルで契約した。試合数の減少もあり、全60試合中47試合に出場し、打率.266、11本塁打、32打点、出塁率.349を記録し、6年連続となる2桁本塁打を達成した。オフの10月28日にFAとなり、11月11日に球団から提示された単年1890万ドルのクオリファイング・オファーを拒否した。12月9日にセカンドチームとしては自身初めてオールMLBチームのセカンドチーム捕手に選出された。
2021年1月29日にフィリーズと5年総額1億1550万ドルで再契約した。同年は7月4日に選手間投票で控え野手として通算3度目となるオールスターゲームに選出されたが、オールスターゲーム前日の7月12日にファン投票で選出されていたバスター・ポージーが故障で辞退したこともあり「7番・捕手」で先発出場することが発表された。7月13日に開催されたオールスターゲームでは先発出場し、5回裏にタイガースのグレゴリー・ソトからナショナル・リーグ初得点となる本塁打を記録した。
2022年は22本塁打と21盗塁を記録した。捕手が20本塁打20盗塁以上を記録するのはイバン・ロドリゲス以来2人目だった。リーグ最多の30回の盗塁阻止を記録した。
オフにゴールドグラブとシルバースラッガー賞を受賞した。12月5日には自身3度目、ファーストチームとしては3年ぶり2度目となるオールMLBチームに選出された。
2023年は、シーズン開幕前に開催された第5回ワールド・ベースボール・クラシック（WBC）にアメリカ合衆国代表として参加した。6月12日のダイヤモンドバックス戦でサイクル安打を達成した。捕手としては2011年のジョージ・コッタラス以来の達成だった。

## 選手としての特徴
攻撃面では打って走れる捕手として知られ、特に走塁はデビュー以来、常に捕手の中で平均スプリント速度の最速を記録している。また、2022年シーズンには自己最多となる21個の盗塁を決めている。
守備面では送球の際に、捕球から二塁へ到達するまでの時間であるポップタイムの速度が非常に速く、2018年から5年連続でメジャー1位を記録している。。一塁の守備では32試合の出場にもかかわらず、UZR+2.5、DRS+1を記録している。

## 詳細情報

### 年度別打撃成績
| 年 度     | 球 団     | 試 合 | 打 席 | 打 数 | 得 点 | 安 打 | 二 塁 打 | 三 塁 打 | 本 塁 打 | 塁 打 | 打 点 | 盗 塁 | 盗 塁 死 | 犠 打 | 犠 飛 | 四 球 | 敬 遠 | 死 球 | 三 振 | 併 殺 打 | 打 率 | 出 塁 率 | 長 打 率 | O P S |
| --------- | --------- | ----- | ----- | ----- | ----- | ----- | -------- | -------- | -------- | ----- | ----- | ----- | -------- | ----- | ----- | ----- | ----- | ----- | ----- | -------- | ----- | -------- | -------- | ----- |
| 2014      | MIA       | 11    | 30    | 29    | 4     | 7     | 1        | 1        | 0        | 10    | 9     | 0     | 0        | 0     | 0     | 1     | 0     | 0     | 8     | 2        | .241  | .267     | .345     | .611  |
| 2015      | MIA       | 126   | 467   | 441   | 49    | 114   | 21       | 7        | 10       | 179   | 47    | 8     | 4        | 1     | 4     | 19    | 2     | 2     | 70    | 11       | .259  | .290     | .406     | .696  |
| 2016      | MIA       | 137   | 545   | 509   | 60    | 154   | 31       | 0        | 11       | 218   | 48    | 12    | 4        | 0     | 3     | 28    | 1     | 5     | 100   | 12       | .303  | .343     | .428     | .771  |
| 2017      | MIA       | 141   | 579   | 532   | 68    | 148   | 31       | 5        | 17       | 240   | 65    | 8     | 2        | 0     | 3     | 36    | 4     | 8     | 106   | 13       | .278  | .332     | .451     | .783  |
| 2018      | MIA       | 125   | 531   | 477   | 74    | 132   | 30       | 3        | 21       | 231   | 74    | 3     | 2        | 0     | 4     | 38    | 0     | 10    | 104   | 9        | .277  | .340     | .484     | .825  |
| 2019      | PHI       | 145   | 593   | 538   | 92    | 148   | 36       | 3        | 25       | 265   | 83    | 9     | 1        | 0     | 8     | 41    | 2     | 5     | 123   | 12       | .275  | .328     | .493     | .820  |
| 2020      | PHI       | 47    | 195   | 173   | 33    | 46    | 6        | 0        | 11       | 85    | 32    | 4     | 1        | 0     | 0     | 16    | 0     | 6     | 48    | 3        | .266  | .349     | .491     | .840  |
| 2021      | PHI       | 134   | 537   | 476   | 64    | 125   | 25       | 4        | 17       | 209   | 73    | 13    | 3        | 0     | 2     | 48    | 5     | 11    | 129   | 8        | .263  | .343     | .439     | .782  |
| 2022      | PHI       | 139   | 562   | 504   | 75    | 139   | 26       | 5        | 22       | 241   | 84    | 21    | 1        | 0     | 5     | 41    | 1     | 12    | 119   | 7        | .276  | .342     | .478     | .820  |
| 2023      | PHI       | 135   | 540   | 489   | 70    | 123   | 28       | 5        | 20       | 221   | 63    | 16    | 5        | 0     | 5     | 35    | 3     | 9     | 138   | 10       | .252  | .310     | .452     | .762  |
| 2024      | PHI       | 99    | 413   | 380   | 50    | 101   | 18       | 1        | 14       | 163   | 47    | 2     | 2        | 0     | 1     | 27    | 1     | 5     | 102   | 7        | .266  | .322     | .429     | .751  |
| MLB：11年 | MLB：11年 | 1239  | 4992  | 4548  | 639   | 1237  | 253      | 34       | 168      | 2062  | 625   | 96    | 25       | 1     | 35    | 330   | 19    | 73    | 1047  | 94       | .272  | .329     | .453     | .782  |

- 2024年度シーズン終了時

### WBCでの打撃成績
| 年 度 | 代 表          | 試 合 | 打 席 | 打 数 | 得 点 | 安 打 | 二 塁 打 | 三 塁 打 | 本 塁 打 | 塁 打 | 打 点 | 盗 塁 | 盗 塁 死 | 犠 飛 | 四 球 | 敬 遠 | 死 球 | 三 振 | 併 殺 打 | 打 率 | 出 塁 率 | 長 打 率 |
| ----- | -------------- | ----- | ----- | ----- | ----- | ----- | -------- | -------- | -------- | ----- | ----- | ----- | -------- | ----- | ----- | ----- | ----- | ----- | -------- | ----- | -------- | -------- |
| 2023  | アメリカ合衆国 | 4     | 15    | 12    | 1     | 6     | 2        | 0        | 0        | 8     | 2     | 0     | 1        | 0     | 1     | 0     | 1     | 0     | 0        | .500  | .533     | .667     |

### 年度別守備成績
捕手守備
| 年 度 | 球 団 | 捕手（C） | 捕手（C） | 捕手（C） | 捕手（C） | 捕手（C） | 捕手（C） | 捕手（C） | 捕手（C） | 捕手（C） | 捕手（C） | 捕手（C） |
| 年 度 | 球 団 | 試 合     | 刺 殺     | 補 殺     | 失 策     | 併 殺     | 守 備 率  | 捕 逸     | 企 図 数  | 許 盗 塁  | 盗 塁 刺  | 阻 止 率  |
| ----- | ----- | --------- | --------- | --------- | --------- | --------- | --------- | --------- | --------- | --------- | --------- | --------- |
| 2014  | MIA   | 9         | 51        | 3         | 1         | 1         | .982      | 0         | 5         | 4         | 1         | .200      |
| 2015  | MIA   | 118       | 836       | 46        | 6         | 6         | .993      | 11        | 59        | 43        | 16        | .276      |
| 2016  | MIA   | 129       | 1069      | 80        | 10        | 8         | .991      | 9         | 79        | 51        | 28        | .354      |
| 2017  | MIA   | 126       | 929       | 87        | 6         | 11        | .994      | 9         | 78        | 53        | 25        | .321      |
| 2018  | MIA   | 112       | 826       | 46        | 7         | 6         | .992      | 8         | 55        | 34        | 21        | .382      |
| 2019  | PHI   | 133       | 1098      | 67        | 9         | 14        | .992      | 8         | 92        | 49        | 43        | .467      |
| 2020  | PHI   | 36        | 296       | 8         | 2         | 3         | .993      | 1         | 20        | 15        | 5         | .250      |
| 2021  | PHI   | 118       | 1057      | 30        | 1         | 5         | .999      | 6         | 38        | 28        | 10        | .263      |
| 2022  | PHI   | 133       | 1151      | 49        | 8         | 11        | .993      | 2         | 68        | 38        | 30        | .441      |
| 2023  | PHI   | 133       | 1190      | 33        | 2         | 8         | .998      | 6         | 104       | 81        | 23        | .221      |
| 2024  | PHI   | 99        | 899       | 34        | 5         | 5         | .995      | 4         | 82        | 66        | 16        | .195      |
| MLB   | MLB   | 1146      | 9402      | 483       | 57        | 78        | .994      | 63        | 680       | 462       | 218       | .321      |

内野守備
| 年 度 | 球 団 | 一塁（1B） | 一塁（1B） | 一塁（1B） | 一塁（1B） | 一塁（1B） | 一塁（1B） |
| 年 度 | 球 団 | 試 合      | 刺 殺      | 補 殺      | 失 策      | 併 殺      | 守 備 率   |
| ----- | ----- | ---------- | ---------- | ---------- | ---------- | ---------- | ---------- |
| 2017  | MIA   | 9          | 79         | 4          | 0          | 7          | 1.000      |
| 2018  | MIA   | 13         | 77         | 5          | 0          | 8          | 1.000      |
| 2019  | PHI   | 4          | 17         | 2          | 0          | 2          | 1.000      |
| 2020  | PHI   | 6          | 16         | 0          | 0          | 0          | 1.000      |
| 2021  | PHI   | 16         | 54         | 6          | 1          | 5          | .984       |
| 2022  | PHI   | 3          | 6          | 0          | 1          | 0          | .857       |
| MLB   | MLB   | 51         | 249        | 17         | 2          | 22         | .993       |

- 2024年度シーズン終了時
- 各年度の太字はリーグ最高、赤太字はMLB歴代最高
- 各年度の太字年はゴールドグラブ賞受賞

### 表彰
- シルバースラッガー賞（捕手部門）：3回（2018年 - 2019年、2022年）
- ゴールドグラブ賞（捕手部門）：2回（2019年、2022年）
- Topps ルーキーオールスターチーム（英語版）（捕手部門）：1回（2015年）
- プレイヤー・オブ・ザ・ウィーク：1回（2017年4月3日 - 9日）
- オールMLBチーム
  - ファーストチーム捕手：2回（2019年、2022年）
  - セカンドチーム捕手：1回（2020年）

### 記録
- MLBオールスターゲーム選出：3回（2018年、2019年、2021年）
- サイクル安打：1回（2023年6月12日）

### 背番号
- 60（2014年）
- 20（2015年）
- 11（2016年 - 2018年）
- 10（2019年 - ）

### 代表歴
- 2023 ワールド・ベースボール・クラシック・アメリカ合衆国代表